# Propositura di Santa Maria del Rosario

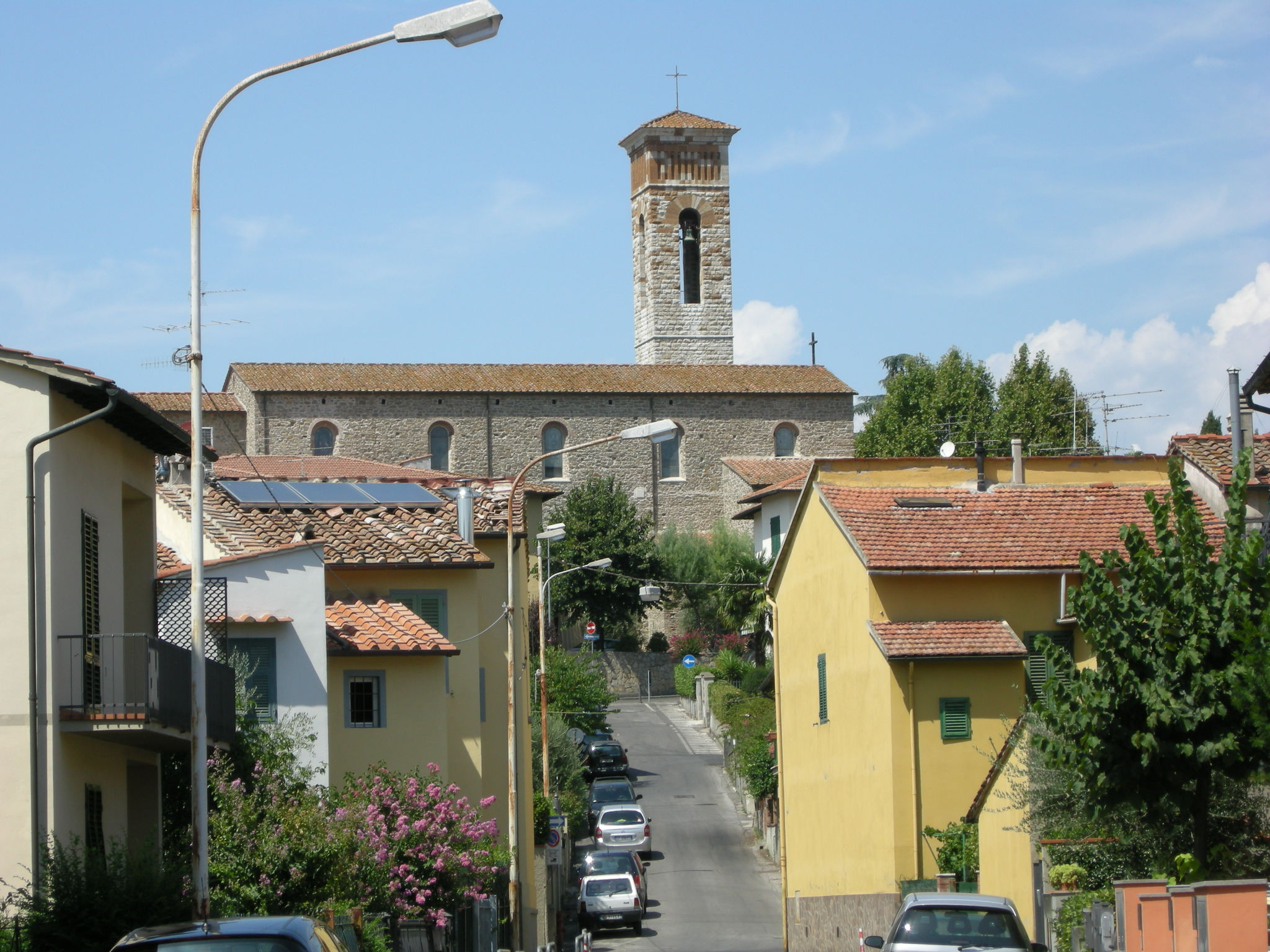
Veduta

La propositura di Santa Maria del Rosario si trova nel comune di Poggio a Caiano.

## Storia
Per molti secolo l'agglomerato di Poggio a Caiano (in realtà costituito da pochi edifici allineati sulla strada regia per Pistoia, per la maggior parte dipendenti dalla Villa medicea) fu privo di una propria chiesa, facendo riferimento come parrocchia a quella molto antica di Santa Maria Assunta a Bonistallo e per la pratica religiosa all'oratorio dei santi Cosma e Damiano, posto al piano terra di uno dei bastioni della villa e che il granduca concedeva anche alle funzioni di culto della popolazione.
Il forte incremento demografico avvenuto nel XIX secolo nella zona pianeggiante di Poggio a Caiano portò gli abitanti a chiedere che la chiesa parrocchiale venisse spostata al Poggio a Caiano dove era concentrata la maggior parte della popolazione. Tale spostamento dopo una deliberazione favorevole in data 12 luglio 1877, del Comune di Carmignano (nel cui territorio si trovò Poggio a Caiano fino agli anni sessanta), fu approvato, il 28 luglio 1877, dal vescovo di Pistoia (nella cui diocesi ricade il Comune).
Pertanto si rese necessaria la costruzione di una chiesa, che venne eretta a partire dal 1889 e consacrata nel 1903. In quell'anno venne soppressa l'antica prioria di Santa Maria Assunta a Bonistallo sull'omonima collina (resterà come chiesa suffraganea l'adiacente chiesa di San Francesco, per poi essere riportata, nel 1922 allo status di chiesa parrocchiale con giurisdizione sulla recente area di espansione al di là del torrente Montiloni).
Nel 1920 la chiesa fu elevata alla dignità di propositura.
Il campanile originale risale al 1904 e fu costruito vicino l'abside e negli anni 30' dello stesso secolo fu demolito a causa della sua instabilità. Il 1 Maggio del 1938 fu inaugurato il nuovo campanile, disegnato da Ardengo Soffici che ospita 4 campane fuse dalla Premiata Fonderia Pasqualini di Fermo.

## Descrizione
Gli arredi, le suppellettile liturgiche e anche quattro altari a edicola dell'antica chiesa furono trasferiti nel nuovo edificio. Al posto d'onore sull'altar maggiore ha trovato collocazione un venerato Crocifisso ligneo cinquecentesco; nella cappella a sinistra dell'entrata si trova l'Incoronazione della Vergine, firmata e datata da Alessandro Allori nel 1606.
Il possente campanile, edificato in un secondo tempo, risulta essere, nella tradizione paesana, disegnato da Ardengo Soffici che risiedette a lungo a Poggio a Caiano.